# Demonax sospitalis
Demonax sospitalis là một loài bọ cánh cứng trong họ Cerambycidae.